# Bulbinella

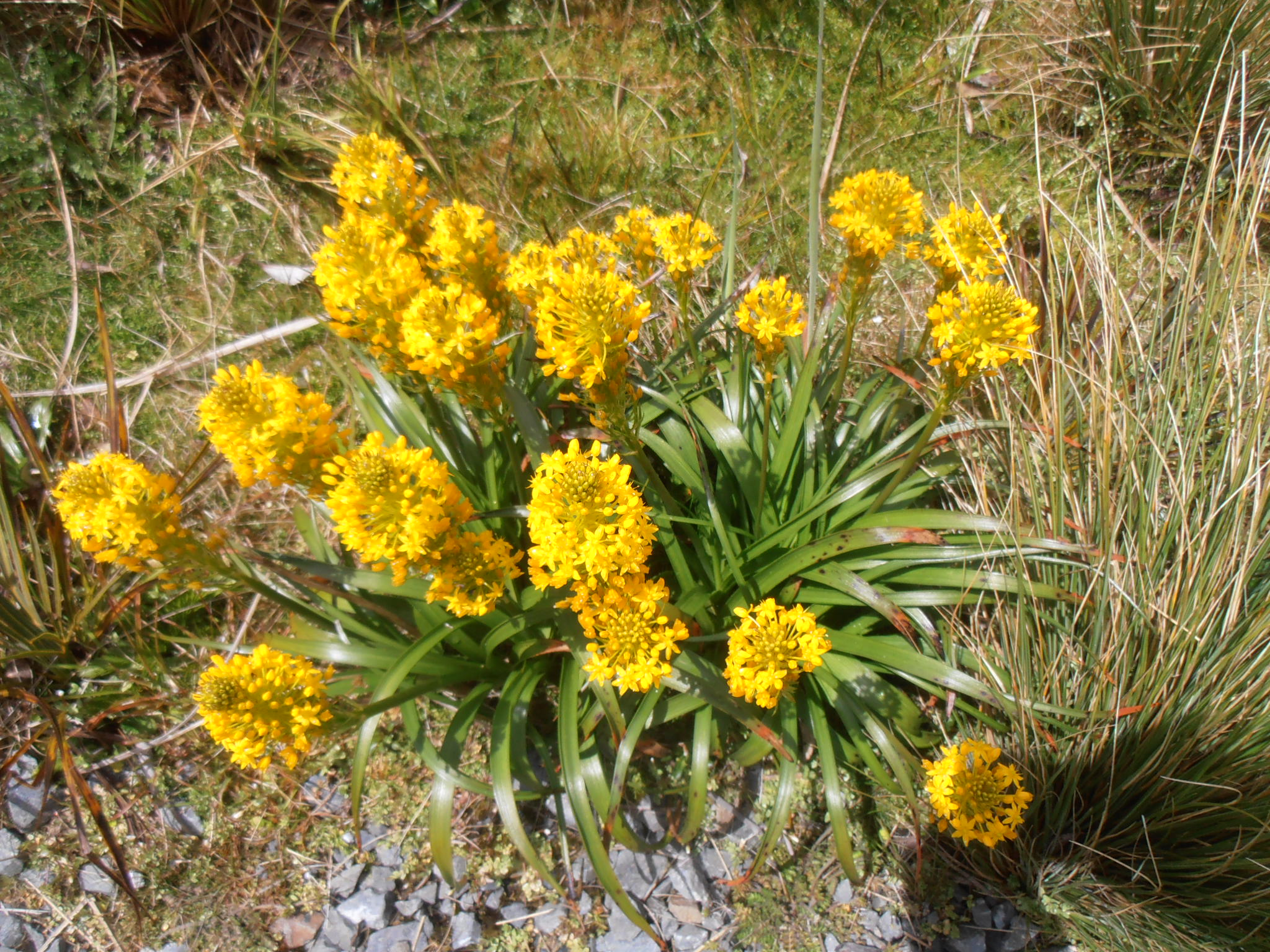
Pokrój B. triquetra

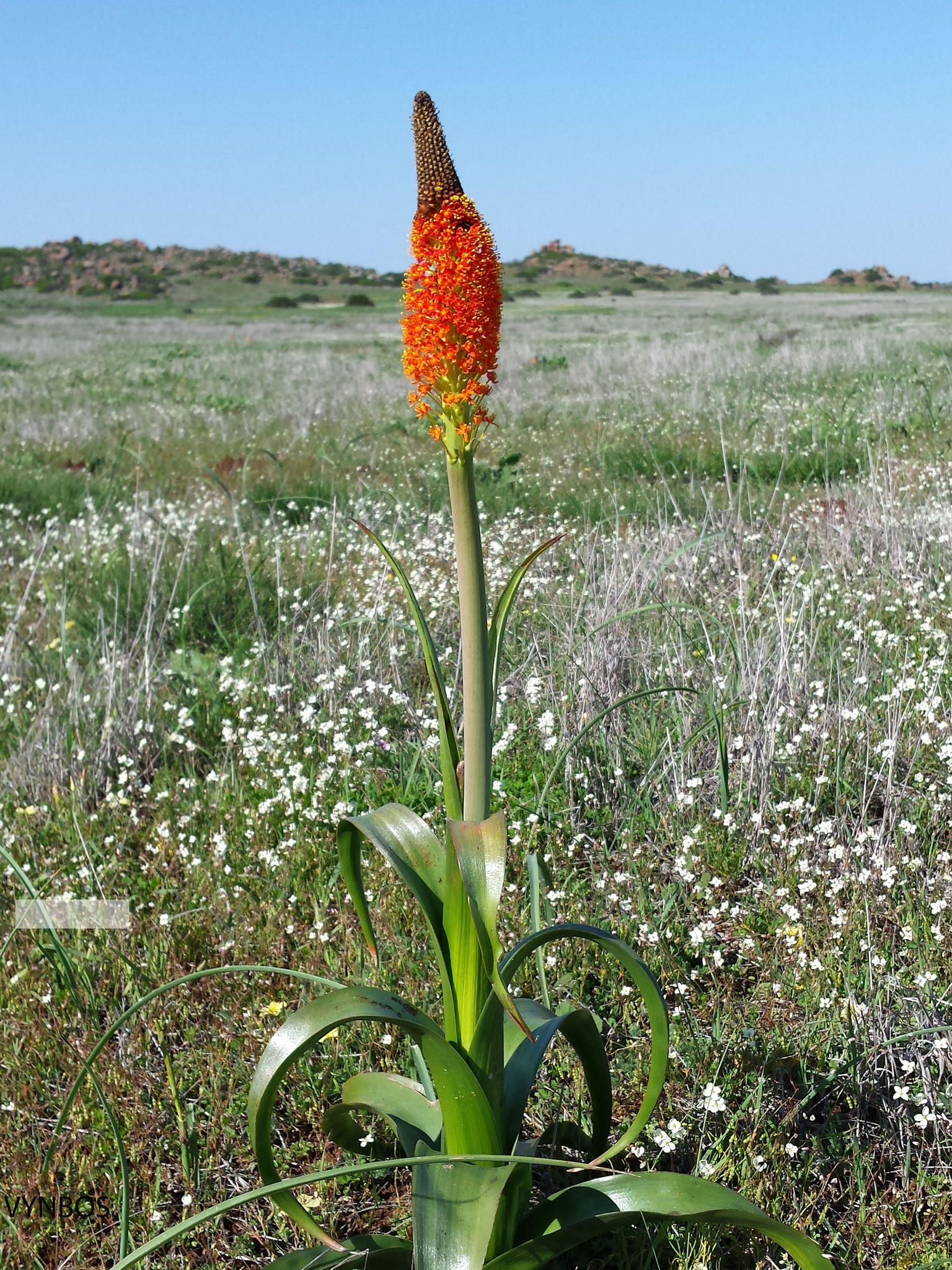
Pokrój B. latifolia

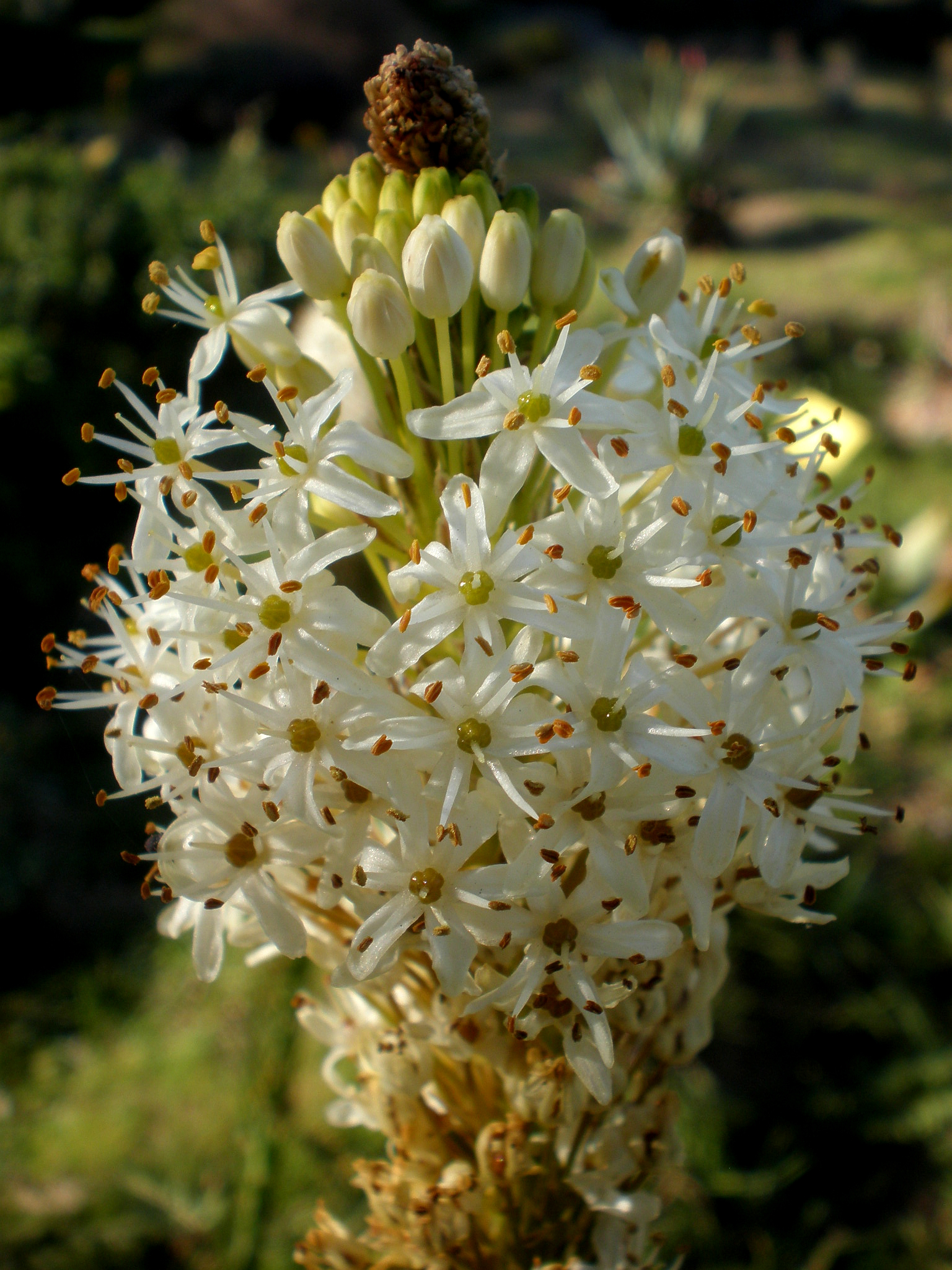
Kwiatostan Bulbinella cauda-felis

Bulbinella Kunth – rodzaj roślin należący do rodziny złotogłowowatych (Asphodelaceae), obejmujący 25 gatunków, występujących na Wyspach Antypodów, na Wyspie Północnej i Wyspie Południowej w Nowej Zelandii oraz w Kraju Przylądkowym w Afryce Południowej.
Nazwa naukowa rodzaju jest zdrobnieniem nazwy rodzaju Bulbine i została nadana z uwagi na podobieństwo tych roślin, ale mniejsze rozmiary. 

## Morfologia
PokrójWieloletnie rośliny łodygowe lub bezłodygowe, przechodzące okres spoczynku.
PędyPodziemne, zwarte kłącze, odnawiające się co roku, otoczone błoniastymi katafilami, które pozostawiają włókniste resztki.
KorzenieWiązkowe, liczne, nabrzmiałe, wrzecionowate lub zakończone bulwami korzeniowymi.
LiścieZróżnicowane, zebrane przy górnej części łodygi, nitkowate do równowąskich, stożkowate, zielne do nieco mięsistych (ale poza B. calcicola niegruboszowatych), na przekroju trójkątne, półkoliste lub łódeczkowate. Blaszki całobrzegie, ząbkowane lub orzęsione. Wierzchołek spiczasty.
KwiatyZebrane w proste, wielokwiatowe grono, cylindryczne, stożkowate do baldachogronowatego. Szypuła nierozgałęziona, gładka, zwężająca się wierzchołkowo. Kwiaty promieniste, wsparte przysadką. Okwiat gwiaździsty, żółty, pomarańczowy biały lub kremowy, o średnicy 6–12 mm. Sześć listków okwiatu równej lub niemal równej wielkości, wolnych, rzadko zrośniętych u nasady, podługowatych. wolnych, często odgiętych, głównie żółtych. Sześć pręcików zrośniętych z nasadą listków okwiatu, o nitkach szydłowatych do nitkowatych, nagich. Główki pręcików półkuliste. Zalążnia górna, półkulista do jajowatej, trójkomorowa. W każdej komorze obecne są dwa zalążki. Szyjka słupka stożkowata, zakończona maleńkim znamieniem.
OwocePółkuliste do jajowatych, pękające torebki, siedzące lub szypułkowe, z pozostałą szyjką słupka na wierzchołku, zawierające 1–2 trójkątne, czarne, oskrzydlone nasiona w każdej komorze.

## Biologia
RozwójWieloletnie geofity przechodzące okres spoczynku. Kwiaty tych roślin zapylane są przez owady, głównie pszczoły. Nasiona rozsiewają się za pomocą mechanizmów eksplozyjnych (ballochoria).
SiedliskoRośliny preferują siedliska wilgotne, zimne lub chłodne.

## Systematyka
Rodzaj z podrodziny Asphodeloideae z rodziny złotogłowowatych (Asphodelaceae). 
Wykaz gatunków
- Bulbinella angustifolia (Cockayne & Laing) L.B.Moore
- Bulbinella barkerae P.L.Perry
- Bulbinella calcicola J.C.Manning & Goldblatt
- Bulbinella cauda-felis (L.f.) T.Durand & Schinz
- Bulbinella chartacea P.L.Perry
- Bulbinella ciliolata Kunth
- Bulbinella divaginata P.L.Perry
- Bulbinella eburniflora P.L.Perry
- Bulbinella elata P.L.Perry
- Bulbinella elegans Schltr. ex P.L.Perry
- Bulbinella floribunda (Aiton) T.Durand & Schinz
- Bulbinella gibbsii Cockayne
- Bulbinella gracilis Kunth
- Bulbinella graminifolia P.L.Perry
- Bulbinella hookeri (Colenso ex Hook.) Mottet
- Bulbinella latifolia Kunth
- Bulbinella modesta L.B.Moore
- Bulbinella nana P.L.Perry
- Bulbinella nutans (Thunb.) T.Durand & Schinz
- Bulbinella potbergensis P.L.Perry
- Bulbinella punctulata Zahlbr.
- Bulbinella rossii (Hook.f.) Mottet
- Bulbinella talbotii L.B.Moore
- Bulbinella trinervis (Baker) P.L.Perry
- Bulbinella triquetra (L.f.) Kunth

## Zastosowanie
Rośliny ozdobneKilka gatunków Bulbinella jest uprawianych jako rośliny ogrodowe i na kwiaty cięte, szczególnie popularne są rośliny z gatunków Bulbinella latifolia, Bulbinella elata i Bulbinella nutans. Średniej wielkości rośliny Bulbinella cauda-felis są obiecującymi roślinami ozdobnymi ze względu na ich długie, wąskie kwiatostany złożone z białych kwiatów o różowym zabarwieniu. Najbardziej imponującą rośliną jest Bulbinella eburnifora z szerszym kwiatostanem w kolorze kości słoniowej oraz cytrynowożółta i kremowa forma Bulbinella elegans. Najmniejsze gatunki Bulbinella, takie jak Bulbinella triquetra z żółtymi kwiatami i Bulbinella divaginata mogą być uprawiane w ogrodach skalnych oraz w doniczkach.
Rośliny leczniczeRośliny z tego rodzaju spowalniają krwawienie, wysuszają trądzik, łagodzą opryszczkę, spierzchnięte usta, popękane pięty i oparzenia słoneczne oraz łagodzą objawy wyprysku. Są również wykorzystywane jako tonik do skóry, ponieważ usuwają zanieczyszczenia. Zawierają substancje chemiczne (bulbinelonezydy, antrakinony, knifolony i izoknifolony), które wykazują działanie przeciwnowotworowe wobec komórek HSC-2, działanie przeciwgrzybiczne, przeciwpasożytnicze i przeciwbakteryjne.
Rośliny spożywczeMięsiste korzenie Bulbinella hookeri są jadalne.